# مارتن بولارد
مارتن بولارد (2 أغسطس 1977 في المملكة المتحدة - ) (بالإنجليزية: Martin Pollard)‏ هو لاعب كريكت بريطاني. لعب مع Northumberland County Cricket Club ‏.

## وصلات خارجية
- مارتن بولارد على موقع إي آس بي آن كريك إنفو (الإنجليزية)